# Reconeixement de firma

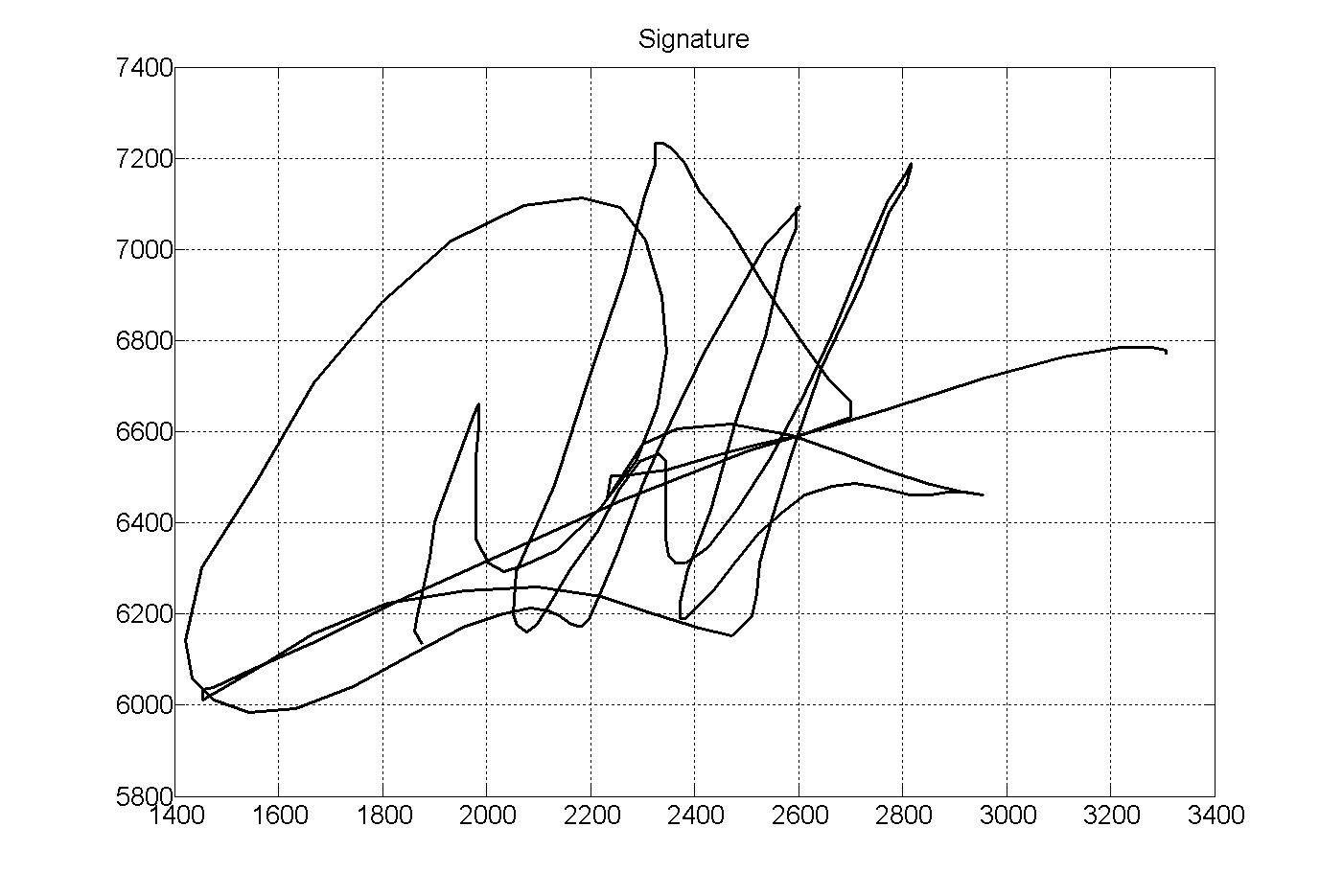
Exemple de firma dinàmica. La informació dinàmica associada a aquesta firma es mostra el següent gràfic

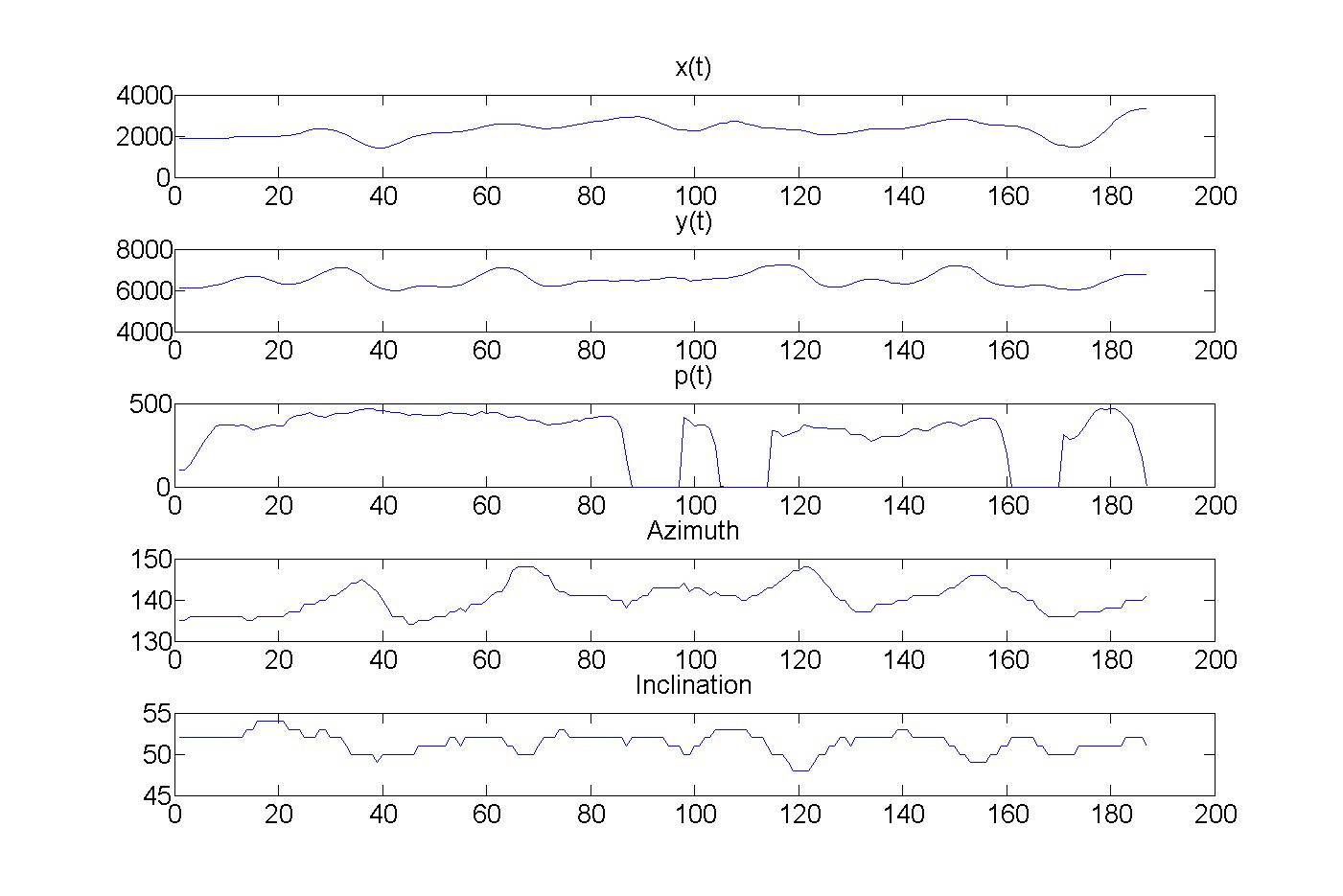
Exemple d'informació dinàmica d'una firma. Observant la gràfica de la pressió s'observa que el firmant ha aixecat el llapis tres vegades durant el procés de realització de la firma (àrees amb pressió igual a zero)

El reconeixement de firma manuscrita és una de les modalitats conductuals del reconeixement biomètric de persones. En funció del procediment d'adquisició de la signatura es poden establir dues categories:
EstàticaEn aquest mode, els usuaris firmen sobre paper i la introducció de la firma en l'ordinador pel seu posterior anàlisi es porta a terme mitjançant un escàner o càmera de fotos. Aquesta modalitat també es coneix com a “off-line”.
DinàmicaEn aquest mode, els usuaris realitzen la seva firma sobre una tauleta digitalitzadora, PDA, etc., que adquireix la firma en temps real, simultàniament durant la seva realització. Aquesta modalitat s'anomena també “on-line”. La informació dinàmica sol incloure les següents funcions:
- Coordinada espacial x(t)
- Coordinada espacial y(t)
- Pressió p(t)
- Azimuth az(t)
- Inclinació in(t)

L'estat de l'art en reconeixement de firmes es pot trobar en les darreres competicions internacionals realitzades. Les tècniques més populars de reconeixement de patrons aplicades al reconeixement de firmes són l'alineament temporal dinàmic (Dynamic Time Warping, DTW), els models ocults de Markov (Hidden Markov Models, HMM) i la quantificació vectorial (vector quantization, VQ). També hi han sistemes combinats, com per exemple VQ-DTW.

## Tècniques relacionades
Una altra possibilitat per a dur a terme el reconeixement biomètric de persones a partir d'actes grafoescriturals és mitjançant l'escriptura manuscrita (Reconeixement d'escriptors). En els darrers anys s'han proposat diverses alternatives.

## Bases de dades
Existeixen diverses bases de dades públiques, sent les més importants SVC, y MCYT (Ministerio de Ciencia y Tecnología).